# Merit Ptah (Venuskrater)
Merit Ptah ist ein Einschlagkrater auf der Venus. Er wurde 1994 von der Internationalen Astronomischen Union nach einer angeblichen Chefärztin Merit Ptah aus dem alten Ägypten benannt. Der Krater wurde 1994 von der Raumsonde Magellan fotografiert.